# Христаделфијани
Христаделфијани (грч. Christou adelphoi, што значи браћа у Христу), је мала хришћанска деноминација која се развила у Северној Америци и Великој Британији у 19. веку. Данас има око око 50 хиљада Христаделфијанаа у око 130 земеља, а углавном су сконцентрисани у англофонским земљама. Христаделфијани (браћа и сестре у Христу) нису хришћани који верују у тројство. Деноминацију је у САД основао Џон Томас. Сада има припаднике и цркве које се називају еклезије, широм света. Процене становништва: Уједињено Краљевство (18.000), Аустралија (9,987), Малави (7000), Мозамбик (5.300), Сједињене Америчке Државе (6.500), Канада (3,375), Нови Зеланд (1,782), Кенија (1700), Индија (1.300), Танзанија (1000) и Филипини (1000). Укупно у целом свету; 55~60.000.

## Основна веровања
- Библија је надахнута Божија реч
- Исус Христ је Син Божији али не и Бог и није постојао пре рођења
- Христ ће се вратити на земљу и успоставити Краљевство Божије на земљи
- Смрт је несвесно стање – поричу бесмртност душе и верују у условљену бесмртност
- Пакао је гроб а не место мучења
- Крштење је исправно потпуним потапањем у води
- Свети Дух није особа већ сила Божија
- Сатана није биће или особа већ персонификација и симбол људске слабости.[1][2]. Веровање о сатани је јединствено у односу на друге хришћанске групе.

## Заједница
Христаделфијани се састају редовно да ломе хлеб у спомен на смрт Исуса. Састајања се врше по кућама или малим халама за састанке. Њихове службе су једноставне и идентичне састанцима хришћана 1. века. Они немају централно вођство, организацију, вођу или свештенике и свака еклезија (црква) је аутономна.
Христаделфијанци имају дугу историју одбијања службе у војсци. Заједница је издала много литературе, у комплетној листи око 1000 издања. Христаделфијани су критиковани због њиховог веровања о тројству.
Већина чланова спадају у главне групе „централне“ ("Central" око 55.000 чланова), али постоји такође неколико малих мањинских група, укључујући:
- Христаделфијани „Зора“ ("Dawn") - строги поглед у вези са разводом (око 800 чланова)
- Христаделфијани „Старе стазе“ ("Old Paths") - поштују „пионира“ 19. века (око 400 чланова)